# Земља
Земља (симбол: 🜨) је трећа планета по удаљености од Сунца и једина позната планета у свемиру на којој постоји живот. Према радиометријском рачунању и мишљењу да је цео Сунчев систем настао у једном процесу, процењује се да се Земља формирала пре више од 4,5 милијарди година, што је утврђено одређивањем времена полураспада урана и торијума. Време полураспада 238 је 4,51 × 109 година, а Th232 је 1,39 × 1010година. Гравитација Земље међусобно делује са другим објектима у свемиру, посебно са Сунцем и Месецом, јединим природним сателитом Земље, који је почео да кружи око Земље пре 4,53 милијарди година. Гравитационо деловање између Земље и Месеца узрокује океанске плиме и осеке, стабилизује оријентацију Земље oко своје осе и постепено успорава исту. Земља је најгушћа планета у Сунчевом систему и највећа од четири терестричке планете.
Земља се једном окрене око Сунца у 365,26 дана, период познат као Земљина година. Током овог периода, Земља се окрене око своје осе око 366,26 пута (што је једнако цифри од 365,26 соларних дана). Земљина оса ротације се налази под нагибом од arcsin0,397776995 ≈ 23,439 281 061° = 23° 26′ 21,41182″ (тренутно се смањује константном угаоном брзином од ≈ 0,01305˙° = 47″ по веку). Једна од најважнијих последица овог нагиба је мењање годишњих доба на Земљи.
Литосфера Земље је подељена на неколико крутих тектонских плоча које мигрирају на површини током много милиона година. Земља је једина планета Сунчевог система где вода може да опстане у течном стању. Око 71% површине Земље је покривено водом, углавном океанима. Преосталих 29% је копно која чине континенти и острва која имају бројна језера, реке и друге изворе воде који доприносе хидросфери. Већина поларних подручја Земље покривена је ледом, укључујући ледену плочу Антарктика и морски лед Арктика. Унутрашњост Земље је активна са унутрашњим језгром од чврстог гвожђа и течним спољашњим језгром који генерише магнетно поље Земље и конвекциони мантл који покреће тектонске плоче. Магнетско поље заједно са атмосфером, штити од радијације, штетне по жива бића која насељавају планету. Атмосфера такође служи као штит за одбијање мањих метеороида — пролазећи кроз атмосферу, они сагоре пре него што стигну до Земљине површине.
Током првих милијарда година историје Земље, живот се појављивао у океанима и почео је да утиче на атмосферу и површину Земље, што доводи до пролиферације аеробних и анаеробних организама. Неки геолошки докази показују да се живот појавио пре 4,1 милијарде година. Од тада, комбинација удаљености Земље од Сунца, физичких особина и геолошке историје омогућила је животу да се развија и напредује. У историји Земље, биодиверзитет је прошао кроз дуготрајна проширења, која су повремено праћена масовним изумирањима. Преко 99% свих врста које су икада живеле на Земљи су изумрле. Процене броја врста на Земљи данас се веома разликују; већина врста нису описана. Преко 7,6 милијарди људи живи на Земљи и зависи од њене биосфере и природних ресурса за свој опстанак. Људи су развили различита друштва и културе; политички, у свету има око 200 суверених држава.

## Историја
Научници су успели да реконструишу детаљне информације о прошлости планете. Земља и друге планете Сунчевог система су се формирале пре око 4,6 милијарди година  од соларне маглине, то јест из облака звездане прашине и гаса у облику диска који су заостали након формирања Сунца. Земља је првобитно била растопљена маса, да би се потом формирао спољни омотач планете Земље (Земљина кора) услед хлађења. Истовремено са формирањем коре почела се акумулирати вода у атмосфери. Месец је настао убрзо након тога, вероватно као резултат судара објекта величине Марса са масом величине 10% масе Земље , познат као Теја. Нешто од масе се спојило са масом Земље а део је избачен у свемир, али довољно да би се формирао Месец.
Гасне и вулканске активности су произвеле првобитну атмосферу. Кондензовањем водене паре, уз лед који су донеле комете, настали су океани. Верује се да је високоенергетска хемијска реакција произвела самоудвајајуће молекуле пре око 4 милијарде година, и пола милијарде година касније, настали су први облици живота на Земљи
Развој фотосинтезе је омогућио животним формама да директно користе сунчеву енергију. Кисеоник који је настао у том процесу и који се акумулирао у атмосфери претворио се у озонски омотач у горњој атмосфери. Инкорпорација мањих ћелија у веће допринела је развоју комплексних ћелија које се зову еукариоте. Озонски омотач је апсорбовао штетне ултравиолетне зраке, што је омогућило даљи развој живих организама на Земљи.
Земљина површина је стално мењала облик током стотина милиона година, континенти су се формирали и нестајали, мигрирали и повремено се спајали и формирали суперконтинент. Пре око 750 милиона година, најстарији познати суперконтинент, Родина, почео је да се дели на континенте, који су се опет пре око 600—540 милиона година прекомбиновани спојили у други, суперконтинент Панотију, да би коначно формирали Пангеу, која се распала пре око 180 милиона година.
Почев од шездесетих година 20. века, претпоставља се да је постојала одређена ледничка активност између 750 и 580 милиона година, што је довело до прекривања Земљине површине слојем леда. Ова хипотеза се назвала „Снежна Земља“ и веома је важна јер је претходила Камбријумској експлозији која је условила настанак вишећелијских организама.
Након Камбријумске експлозије (наглог процвата живота током камбријума), било је пет масовних уништења. Последње уништење се десило пре 65 милиона година, када је метеорит ударио о Земљу и тиме изазвао нестанак диносауруса и других великих рептила, иако су неке мале животиње, као на пример, сисари, преживеле. Током протеклих 65 милиона година, сисари су се размножили и настале су многобројне врсте, а пре неколико милиона година, афрички мајмун је успео да стане на две ноге Ово је омогућило коришћење оруђа и поспешило је развој комуникације која је утицала на стимулацију развоја већег мозга. Развитак пољопривреде а касније и цивилизације, омогућио је људима да утичу на Земљу у веома кратком периоду на начин на који није утицала ни један други облик живота, утичући и на саму природу и на број и количину других животних форми.
Било је времена када је васељена била пуна небесних тела, али наше земље у њој није било. И било је времена када се наша земља створила, али на њој не беше ни биља ни животиња. Па насташе времена, када је на земљи било разнога биља и разних животиња, али никаквих људи није било... Земља наша има дакле врло дуготрајну историју, која величином и разноликошћу својом далеко превазилази историју целога човештва и свију појединих народа.— Јован Жујовић

## Структура и састав Земље
Земља је пета планета по величини у Сунчевом систему. За разлику од неких других планета, Земља није гасовити џин, каква је на пример планета Јупитер, већ је терестричка планета, односно планета која има чврсту површину. Термин терестрички потиче од грчке речи terra што значи земља. У сунчевом систему ако Земљу упоредимо са остале три терестричке планете, Меркуром, Венером и Марсом, она је највећа, са највећом густином, највећом силом гравитације и најјачим магнетским пољем. Генерално, Земља се састоји од атмосфере, биосфере, хидросфере и њене унутрашње грађе испод површине.

### Облик
Облик Земље је веома сличан облику троосног ротационог елипсоида. Ипак ово геометријско тело, које се до скора користило при интерпретацији не одговара у потпуности облику Земље, и њега је у научним круговима заменио нови приближнији облик - геоид. Маса Земље је приближно 5,98 × 1024 .
Ротација Земље ствара екваторијална испупчења, тако да је екваторијални промер за 43 km већи од промера између полова. Највеће локалне девијације на стеновитој Земљиној површини су Монт Еверест (8.848 m надморске висине), и Маријански ров (10.911 испод површине мора). Стога, у поређењу са савршеним елипсоидом, Земља има толеранцију од 1:584 или 0,17%, што је за 0,22% мање од толеранције дозвољене у једној лопти за билијар Због испупчења, најудаљенија тачка од центра Земље је у ствари планина Чимборазо у Еквадору

### Хемијски састав Земље
Земља, по хемијском саставу, је највећим делом сачињена од гвожђа (32,1%), кисеоника (30,1%), силицијума (15,1%), магнезијума (13,9%), сумпора (2,9%), никла (1,8%), калцијума (1,5%) и алуминијума (1,4%); са преосталих 1,2% који чине количине осталих елемената у траговима. Пре сегрегације маса, верује се да су кору примарно чинили гвожђе (88,8%), са мањим количинама никла (5,8%), сумпора (4,5%), а мање од 1% чинили су остали хемијски елементи који су се јављали у траговима.

### Атмосфера
Земљина атмосфера има вишеструку улогу. Она штити Земљу од мањих метеора тако што узрокује њихово потпуно сагоревање пре него што стигну до њене површине. Азот и кисеоник у атмосфери, удружени са Земљиним магнетским пољем, штите површину од радијације која би била погубна за живот. Земљина атмосфера нема тачно одређену границу, јер полако постаје све ређа и блеђа према свемиру.
Чини је више слојева, а протеже се више стотина километара изнад површине. Састављена је од 78% азота, 21% кисеоника, 0,93% аргона, 0,03% угљен-диоксида, нешто водене паре и других гасова.
Слојеви атмосфере:
- Тропосфера (до висине од око 12 km мнв) најнижи је и најгушћи део атмосфере у којем се догађају све временске појаве. У овом слоју температура опада с висином. Садржи велике количине водене паре.
- Стратосфера (до око 50 km мнв) садржи озон који нас штити од штетног зрачења из свемира. Температура је у нижим слојевима стратосфере стална, а у вишим слојевима расте. Ветрови који дувају у стратосфери достижу брзине од неколико стотина km/ч.
- Мезосфера (до око 85 km мнв) слој је у ком долази до наглог пада температуре.
- Јоносфера или термосфера (до око 500 km мнв) садржи јоне, наелектрисане честице. У овом слоју се под утицајем сунчевог ветра ствара поларна светлост. Температура расте, све до висине 400 km.
- Егзосфера је прелазно подручје према вакууму. Ово је слој с врло разређеним гасом, простире се изнад 500 km висине.

Прелазна подручја између слојева атмосфере су тропопауза, стратопауза и мезопауза.

#### Клима
Најнижи слој атмосфере је тропосфера. Енергија Сунца загрева овај слој и Земљину површину изазивајући експанзију (ширење) ваздуха. Овај мање густи ваздух се потом подиже, и замењује са хладнијим, веће густине. Као резултат јавља се атмосферска циркулација (струјање) која омогућава климу и временске прилике редистрибуцијом топлоте.
Основни атмосферски циркулациони опсези се састоје од ветрова у екваторијалном појасу испод 30° географске ширине западно између 30° и 60° географске ширине. Ипак, океанске струје су такође значајни фактори у одређивању климе, нарочито термохалинска струја која дистрибуира топлу енергију екваторијалних океана ка поларним регионима.
Водена пара која се генерише преко површинске евапорације (испаравање) транспортује се кружним путањама у атмосферу. Када атмосферски услови дозволе подизање топлог, влажног ваздуха, ова се вода кондензује и враћа на површину путем падавина. Већина воде се потом транспортује на ниже висине путем речних система, све до океана или језера. Овај водени циклус је механизам од виталног значаја за опстанак живота на копну, и представља примарни фактор у процесима ерозије површине током дугих геолошких периода. Количина падавина варира зависно од подручја од неколико метара воде за годину дана до мање од милиметра за годину дана. Атмосферска циркулација, тополошки облици и разлике температуре директно утичу на количину просечних падавина у неком региону.

### Биосфера
Колико је до сада познато, Земља је једино место на којем постоји живот. Животни облици чине биосферу планете. Сматра се да је развој биосфере на Земљи започео пре отприлике 3,5 милијарди година. Животне заједнице (биоми) настањују готово целу површину Земље, од малобројних на арктичким и антарктичким подручјима, до најбројнијих биодиверзитета у подручју око екватора.
Функционисање биосфере огледа се у узајамној повезаности њених различитих екосистема на принципима кружења материје и једносмерном протицању енергије у глобалним размерама. Основне елементе (C, О, H, N и др.) организми уграђују у органска једињења у свом телу. Органска материја пролази кроз ланце исхране и на крају се разлаже и минерализује. Тако се основни елементи враћају у спољашњу средину, одакле поново могу да се искористе. Овај пут основних елемената представља биогеохемијске циклусе материје на Земљи, који се могу утврдити за сваки елемент посебно.

### Хидросфера
Земља је једина планета у Сунчевом систему на чијој површини има воде у течном стању. Вода покрива 71% Земљине површине. Највећи део водених површина су морске (97%), а мањи део чини слатка вода (3%). Текућа вода постоји на површини Земље захваљујући споју одговарајућих погодних услова: орбите око Сунца, вулканизма, гравитације, ефекта стаклене баште, магнетског поља и атмосфере богате кисеоником.
Земљина орбита налази се изван подручја у којем је довољно топло да би се одржала текућа вода. Без малог ефекта стакленика који задржава топлоту у атмосфери, вода на Земљи би се заледила. Палеонтолошки налази упућују на раздобље у Земљиној историји у којем је привремено нестао ефекат стакленика, а површина се смрзнула током 10 до 100 милиона година.
На планетама попут Венере водена пара се под утицајем ултраљубичастог зрачења разлаже на водоник и кисеоник, водоник се јонизује и (деловањем сунчевог ветра) одлази из спољних слојева атмосфере. Ослобођени кисеоник се веже у минералне спојеве на површини. Овај процес је спор, али се сматра да је главни разлог због кога на Венери нема воде. На Земљи озонски омотач упија већину ултраљубичастог зрачења у вишим слојевима атмосфере и смањује описани процес. Осим тога, магнетосфера штити јоносферу од штетног утицаја сунчевог ветра.
Вулкански процеси стално избацују водену пару из унутрашњости. Процењено је да минерали у Земљином омотачу садрже 10 пута више воде него што је има у океанима, иако већина ње никада неће бити ослобођена.

### Унутрашња грађа Земље
Слично као и код других терестричких планета, унутрашњост Земље је подељена у више слојева:
- спољашња крута кора
  - континентална
  - океанска
- Земљин омотач (мантл или плашт)
  - горњи део омотача
  - доњи део омотача
- језгро
  - спољашње језгро
  - унутрашње језгро (барисфера)

Горњи омотач заједно са кором назива се литосфера.

#### Кора
Кора је спољашњи слој Земље. Испод мора и океана дебљина Земљине коре је од 5 до 10 km, а испод копна просечна дебљина је од 35 до 40 km. Састављена је од континенталне и океанске коре. На граници коре и омотача налази се Мохо-слој, познат и као Мохоровичићев дисконтинуитет. Материјал из унутрашњости стално излази на површину кроз вулканске отворе и пукотине на океанском дну. Већина Земљине површине је млађа од 100 милиона година, док су најстарији делови коре стари 4,4 милијарде година.

##### Хемијски састав земљине коре
Земљина кора је по хемијском саставу сачињена највећим делом од следећих елемената:
| Хемијски састав Земљине коре‍ | Хемијски састав Земљине коре‍ | Хемијски састав Земљине коре‍ | Хемијски састав Земљине коре‍ | Хемијски састав Земљине коре‍ |
| ---------------------------- | ---------------------------- | ---------------------------- | ---------------------------- | ---------------------------- |
|                              |                              |                              |                              |                              |
| кисеоник                     | кисеоник                     |                              | 0                            | 47%                          |
| силицијум                    | силицијум                    |                              | 0                            | 28%                          |
| алуминијум                   | алуминијум                   |                              | 0                            | 8%                           |
| гвожђе                       | гвожђе                       |                              | 0                            | 4,5%                         |
| калцијум                     | калцијум                     |                              | 0                            | 3,5%                         |
| натријум                     | натријум                     |                              | 0                            | 2,5%                         |
| калијум                      | калијум                      |                              | 0                            | 2,5%                         |
| магнезијум                   | магнезијум                   |                              | 0                            | 2,2%                         |

##### Петролошки састав земљине коре
Земљина кора је претежно сачињена од лако топљивих стена, мале густине; Континентална кора претежно садржи гранит док је океанска кора углавном сачињена од базалта и габра.
- Магматске стене су најраспрострањеније и стене на Земљи. Настају очвршћавањем под притиском растопљене масе — магме, различитог хемијског састава, при њеном продору из омотача језгра кроз Земљину кору. Магматске стене могу настати у дубинама Земљине коре, али и на самој површини Земље. Имају велику тврдоћу.
- Седиментне стене настају непосредно на површини Земље таложењем и збијањем остатака живог света (кречњак, креда, камени угаљ) и честица других распаднутих стена (глина, пешчар). Седиментним стенама је својствена слојевитост.
- Метаморфне стене настају од магматских и седиментних стена, под утицајем високих температура и притисака у унутрашњости Земље. На пример, мермер је настао метаморфозом кречњака.

#### Земљин омотач (мантл)
Испод коре, до дубине 2900 km налази се омотач. Састоји се од слојева богатих гвожђем и магнезијумом, односно од стена веће густине него што су стене које већим делом граде кору. С дубином расте и притисак.
Горњи омотач, који се налази између астеносфере и Земљине коре састоји се од ултрабазичних стена — перидотита и еклогита. Астеносфера је пластична и дебела неколико стотина километара а карактеристична је по термодинамичким процесима који се одвијају у њој - конвекцијска струјања материјала мантла.
Доњи омотач је дебљине око 1900 km а геофизичким мерењима утврђене разлике у брзини простирања сеизмичких таласа указују на његову хетерогеност, односно да има разноврстан материјални састав.

#### Језгро
Како је просечна густина Земље 5515 kg/m³, а густина материјала на површини само око 3000 kg/m³, очигледно се гушћи материјал мора налазити у језгру. У време настајања Земље, пре 4,5 милијарди година Земља је већином била растопљена. У процесу који називамо диференцијација тежи елементи су потонули према средишту, а лакши су се скупили уз површину. Зато је језгро састављено углавном од гвожђа (80%), никла и силицијума.
Језгро делимо на два дела, унутрашње круто језгро полупречника око 1.250 km и спољашње (сматра се да је течно) језгро које се пружа до полупречника од 3.500 km. Сматра се да је унутрашње језгро у кристалном облику, а спољашње састављено од течног гвожђа и никла. Такође, сматра се да струјање овог растопљеног метала (и мешање које настаје због Земљине ротације) ствара земљино магнетско поље. О унутрашњости Земље много се сазнало проучавањем кретања сеизмичких таласа зашта је заслужна геофизика.

### Литосферне плоче
По теорији тектонике плоча, која је тренутно призната од готово свих научника који се баве изучавањем ове материје, омотач најближи површини Земље се састоји од два слоја: литосфере, укључујући и кору, и очврснути највиши део Земљиног омотача. Испод литосфере се налази астеносфера, која представља унутрашњи део мантла. Астеносфера се понаша као суперзагрејана и екстремно вискозна течност.
Литосфера у суштини плута по астеносфери и разломљена је на литосферне плоче. Постоје две врсте плоча: океанске (нпр. Тихоокеанска плоча) и континенталне плоче. Ове плоче су сегменти који се крећу релативно једна у односу на другу и при томе могу формирати неку од следећих граница литосферних плоча: конвергентну, дивергентну и трансформну.
Највеће литосферне плоче су:
| Име плоче             | Подручје | Подручје | Покрива                               |
| Име плоче             | 106 km²  | 106 mi2  | Покрива                               |
| --------------------- | -------- | -------- | ------------------------------------- |
| Афричка плоча         | 61,3     | 23,7     | Африка                                |
| Антарктичка плоча     | 60,9     | 23,5     | Антарктик                             |
| Аустралијска плоча    | 47,2     | 18,2     | Аустралија                            |
| Евроазијска плоча     | 67,8     | 26,2     | Азија и Европа                        |
| Северноамеричка плоча | 75,9     | 29,3     | Северна Америка и североисточни Сибир |
| Јужноамеричка плоча   | 43,6     | 16,8     | Јужна Америка                         |
| Тихоокеанска плоча    | 103,3    | 39,9     | Велики тихи океан                     |

## Земљина површина
Облици земљине површине варирају, разликују се, од места до места. Око 70,8% земљине површине налази се под водом, укључујући и већи део континенталног шелфа. Подводна површина има различите облике, планинске, укључујући и глобални ширећи средњоокеански гребенски систем, као и подморске вулкане, океанске ровове, подморске кањоне, океанске платое и абисалне равни. Преосталих 29,2% земљине површине који нису покривени водом чине планине, пустиње, равнице, платои, и други геоморфолошки облици.
Површина планете је од настанка Земље током геолошког времена до данашњих дана у процесу сталног преобликовања и то под утицајем тектонских покрета и ерозије. Облици рељефа настали и мењани утицајем тектонике плоча стално су изложени утицају временских прилика и то падавинама, температурним променама, и хемијским утицајима. Глацијација, ерозија обала (маринска ерозија), настанак коралних гребена и удари великих метеора такође утичу на промену рељефа.

## Орбита и ротација
Слично Марсу, релативно мерено у односу на звезде, Земљи је потребно у просеку 23 часа, 56 минута и 4,091 секунди за ротацију око осе (ротациони период или звездани дан) која спаја северни и јужни пол.
Земља изврши једну револуцију, или један обилазак орбитом око Сунца за 365,2564 главних звезданих дана а на просечној удаљености од око 150 милиона километара од Сунца. Смер револуције Земље око Сунца је супротан смеру казаљке на сату гледано од севера надоле, односно, смер кретања Земље око Сунца одговара смеру ротације Сунца око своје осе.
Померај од 23° 26', који се још назива инклинација, Земљине осе узрокује веће загревање и дуже трајање дана на једној или другој хемисфери током године што изазива цикличне смене годишњих доба.
Теорија Милутина Миланковића, Миланковићеви циклуси, показала је и значајније утицаје љуљања Земљине осе, тачније утицаја промене положаја осе ротације на климу. Својим прорачунима он је утврдио међусобну повезаност прецесије, односно револуцију Земљине осе ротације и појаву ледених доба.

## Земљино магнетско поље
Земљино магнетско поље се може представити као магнетни дипол, са два магнетска пола. Јужни магнетски пол се налази на 73° северне географске ширине и 100° западне географске дужине, на острву Принца од Велса, док се северни магнетски пол налази на 70° јужне географске ширине и 148° источне географске дужине, на Антарктику - јужно од Новог Зеланда. Оса магнетских полова је нагнута у односу на осу географских полова за око 11°.
По динамо теорији, геомагнетско поље се генерише унутар истопљеног језгра где топлота ствара конвекцијска кретања материјала који генеришу електричну струју. Конвекцијска кретања у језгру су хаотичне природе, и периодично се јавља промена смера кретања. Ово узрокује промену поларитета магнетског поља.
Земљино магнетско поље делује и на околни простор. Велики регион облика сузе назван магнетосфера настао је интеракцијом Земљиног поља и соларних ветрова. На растојању од око 65.000 km споља према Сунцу, притисак соларног ветра је балансиран захваљујући геомагнетском пољу. У питању је препрека соларном ветру, и току честица под набојем, или плазми, који се лучно савијају око Земље. Поларна светлост настаје интеракцијом соларног ветра и магнетосфере.
Теоретски гледано, током периода промене поларитета магнетског поља, што се дешавало више пута током Земљине историје, у времену од престанка дејства једног до почетка дејства другог магнетског поља Земља није имала магнетско поље. Уколико би то било тачно, Земља је у том времену била незаштићена од утицаја соларних ветрова, и наелектрисаних честица, које би иначе биле скренуте или сагорене, а које су тада могле допрети до површине Земље. Ово је могло изазвати, услед појаве радијације, мутацију живог света, појаву стерилитета и изумирање појединих врста. Ова теорија није доказана али указује на значај Земљиног магнетног поља као природног штита од спољашњих утицаја на живот на Земљи.

## Гравитација
Земљино гравитационо поље узрокује да тело које се нађе слободно у ваздуху почиње да се креће равномерно убрзано ка центру земље. Убрзање које се саопштава овом телу назива се гравитационо убрзање. Утврђено је геофизичким мерењима да гравитационо поље није исто на различитим местима на Земљиној површини. Разлика гравитационог убрзања која се јавља при мерењу на различитим местима на Земљи јавља се из три разлога:
- Зависи од надморске висине (алтитуде) - убрзање је обрнуто пропорционално квадрату растојања од центра Земље до места мерења;
- Земља није облика лопте - Земља је неправилног облика са спљоштеним делом на половима где је и гравитационо поље највеће;
- Земља ротира - при ротацији Земље јавља се центрифугална сила која је на екватору највећа те је и гравитациона сила ту најмања.

Иако је центрифугална сила која се јавља на екватору највећег интензитета она је и даље око 300 пута мања од силе привлачења.
Гравитационо убрзање, на некој тачки на физичкој површи Земље, може бити израчунато на следећи начин:
{\displaystyle g_{\phi }=9,780327\left[\left(1+0,0053024\sin ^{2}\phi -0,0000058\sin ^{2}2\phi \right)-3,086\times 10^{-6}h\right]\ m/s^{2}}
где је:
- {\displaystyle \phi } — географска ширина
- {\displaystyle h} — висина у метрима

У висини нивоа мора, h = 0 m:
- на екватору ({\displaystyle \phi } = 0°): g = 9,7803 m/s2
- за географску ширину ({\displaystyle \phi } = 45°): g = 9,8063 m/s2
- на половима ({\displaystyle \phi } = 90°): g = 9,8322 m/s2

Гравитациона сила задржава Месец (природни сателит) у орбити око Земље. Повратно Месец утиче на живот на Земљи утичући на појаве плиме и осеке.

## Природни ресурси и коришћење земљишта
На Земљи постоје ресурси који се експлоатишу од стране људи за различите намене. Неки од њих су необновљиви ресурси, као што су фосилна горива, која је немогуће обновити јер се она стварају током дугог геолошког времена од остатака биљака и животиња.
Велика лежишта фосилних горива се налазе у Земљиној кори, а састоје се од угља, петролеја, природног гаса и метана. Ова лежишта користе људи, за производњу енергије и као сировину у хемијској производњи. Минерална рудна тела су такође настала у Земљиној кори током процеса генезе руде, која је резултовала од ерозије и тектонике плоча. Ова рудна тела чине места са највећом концентрацијом многих метала и других корисних хемијских елемената.
Земљина биосфера производи многе корисне биолошке продукте за људе, укључујући (а не само њих) храну, дрво, лекове, кисеоник, и рециклажу (прераду) многих органских отпада. Копнени екосистеми зависе од површинског тла и свеже воде, а океански екосистеми зависе од растворених хранљивих материја који су доспели у њих спирањем са копна. Људи такође живе на копну користећи грађевинске материјале за изградњу склоништа. Подаци из 1993. године, показују употребу земљишта од стране људи:
| Употреба земљишта | Проценат |
| ----------------- | -------- |
| Обрадива земља    | 13,13    |
| Стални усеви      | 4,71     |
| Стални пашњаци    | 26       |
| Шуме и прашуме    | 32       |
| Урбана подручја   | 1,5      |
| Остало            | 30       |

Процењена количина земљишта које се наводњава 1993. године била је 2.481.250 km².

## Природне катастрофе
Велика подручја су подложна изразито лошим временским условима као што су тропски циклони, урагани, или тајфуни који управљају животима у тим областима. Многа подручја су подложна честим земљотресима, клизиштима, цунамијима, вулканским ерупцијама, торнадима, вртложењу, снежним бурама, поплавама, сушама, и другим несрећама и катастрофама.
Многа ограничена подручја представљају загађена подручја затрованог ваздуха и воде, са киселим кишама и токсичним материјама, недостатком вегетације, губитком дивљих животиња, изумрлим врстама, деградираним тлом, испошћеном земљом, ерозијом, и најездом штеточина. Људске активности утичу и на дугорочну промену климе и то највише индустријском емисијом угљендиоксида. Очекиване промене услед овога су ширење озонске рупе, отапање ледника на Арктику, веће варијације температура, значајне промене климатских услова и глобални пораст нивоа мора.